# Let's Eat
Let's Eat è il sesto album dei Love/Hate, pubblicato nel 1999 per l'etichetta discografica Perris Records.

## Tracce
1. It Could Happen to Me (Pearl) 2:59
2. Don't Play Your Guitar When You're Talkin' to Me (Pearl) 4:03
3. Uncle Said (Pearl) 3:26
4. Ratboy (Pearl) 3:18
5. Walk on the Moon (Pearl) 3:31
6. No Regrets (Pearl) 3:42
7. Heartbreaker (Pearl) 3:14
8. Wrestle the World (Pearl) 3:08
9. Food for the Fire (Pearl) 3:03

## Formazione
- Jizzy Pearl - voce
- Joey Gold - batteria

### Altri musicisti
- Jon Jones - chitarra
- Jeff Simon - basso
- Robbie Black - batteria